# Dahana cubana
Dahana cubana là một loài bướm đêm thuộc phân họ Arctiinae, họ Erebidae.